# Деуш Пинейру, Жуан
Жуа́н де Де́уш Рога́ду Салвадо́р Пине́йру (порт. João de Deus Rogado Salvador Pinheiro); род. 11 июля 1945 года, Лиссабон, Португалия) — португальский политический деятель, министр иностранных дел Португалии в 1987—1992 годах.

## Биография
Родился в Лиссабоне, там же в 1970 году окончил Высший технический институт по специальности «инженер-химик».

До 1973 года работал преподавателем Университета Лоренсу-Маркиш в Мозамбике. В 1974—1976 годах занимался в аспирантуре при Бирмингемском университете, где в 1976 году защитил докторскую диссертацию. По возвращении в Португалию работал профессором университета Минью (г. Брага). С 1984 года ректор этого университета. Одновременно в 1978—1983 годах занимал ряд руководящих постов на государственной службе. С 1983 года член Социал-демократической партии, с 1986 — член Национального совета СДП.
В 1985—1987 годах — министр образования (1985), затем министр образования и культуры. С августа 1987 по ноябрь 1992 года — министр иностранных дел. Депутат парламента в 1985—1991 годах. Летом 1991 года был одним из международных посредников при разработке и подписании Брионского соглашения о прекращении десятидневной войны в Словении
В 1993—1999 и 2004—2009 годах — депутат Европарламента, в 1993—1999 годах — еврокомиссар, в 2004—09 годах вице-председатель Европарламента. В 2003—2004 годах специальный советник по реформированию системы государственного управления Португалии. 

В 2009 году был избран в парламент, но подал в отставку по состоянию здоровья.
Член правления нескольких частных компаний, писатель, увлекается гольфом. Кавалер ряда международных и двух португальских орденов.

## Награды
| Страна     | Дата               | Награда                                                                             | Награда                                                                             | Литеры  |
| ---------- | ------------------ | ----------------------------------------------------------------------------------- | ----------------------------------------------------------------------------------- | ------- |
| Испания    | 20 марта 1989 —    | Кавалер Большого креста ордена Изабеллы Католической                                | Кавалер Большого креста ордена Изабеллы Католической                                |         |
| Германия   | 9 мая 1989 —       | Кавалер Большого креста ордена «За заслуги перед Федеративной Республикой Германия» | Кавалер Большого креста ордена «За заслуги перед Федеративной Республикой Германия» |         |
| Италия     | 18 июля 1990 —     | Кавалер Большого креста ордена «За заслуги перед Итальянской Республикой»           | Кавалер Большого креста ордена «За заслуги перед Итальянской Республикой»           |         |
| Кипр       | 20 декабря 1990 —  | Кавалер Большого креста ордена Макариоса III                                        | Кавалер Большого креста ордена Макариоса III                                        |         |
| Швеция     | 22 января 1991 —   | Командор Большого креста ордена Полярной звезды                                     | Командор Большого креста ордена Полярной звезды                                     | KmstkNO |
| Франция    | 28 января 1991 —   | Гранд-офицер Национального ордена «За заслуги»                                      | Гранд-офицер Национального ордена «За заслуги»                                      |         |
| Финляндия  | 12 марта 1991 —    | Кавалер Большого креста ордена Белой розы                                           | Кавалер Большого креста ордена Белой розы                                           |         |
| Нидерланды | 27 сентября 1991 — | Кавалер Большого креста ордена Оранских-Нассау                                      | Кавалер Большого креста ордена Оранских-Нассау                                      |         |
| Марокко    | 6 февраля 1992 —   | Кавалер Большой ленты ордена Алауитского трона                                      | Кавалер Большой ленты ордена Алауитского трона                                      |         |
| Чили       | 20 июля 1992 —     | Кавалер Большого креста ордена Бернардо О’Хиггинса                                  | Кавалер Большого креста ордена Бернардо О’Хиггинса                                  |         |
| Дания      | 22 сентября 1992 — | Кавалер Большого креста ордена Данеброга                                            | Кавалер Большого креста ордена Данеброга                                            | S.K.    |
| Португалия | 9 июня 1993 —      | Кавалер Большого креста Военного ордена Христа                                      | Кавалер Большого креста Военного ордена Христа                                      | GCC     |
| Португалия | 30 января 2006 —   | Кавалер Большого креста ордена Инфанта дона Энрике                                  | Кавалер Большого креста ордена Инфанта дона Энрике                                  | GCIH    |